# Eiskunstlauf-Europameisterschaften 1936
Die 35. Eiskunstlauf-Europameisterschaften fanden 1936 in Berlin statt.
Karl Schäfer gewann seinen letzten von acht Titeln in Folge und ist damit bis heute der zweiterfolgreichste Eiskunstläufer bei Europameisterschaften hinter Ulrich Salchow.

## Ergebnisse

### Herren
| Platz | Sportler             | Land                   |
| ----- | -------------------- | ---------------------- |
| 1     | Karl Schäfer         | Österreich             |
| 2     | Graham Sharp         | Vereinigtes Königreich |
| 3     | Ernst Baier          | Deutsches Reich        |
| 4     | Felix Kaspar         | Österreich             |
| 5     | Elemér Terták        | Ungarn                 |
| 6     | Marcus Nikkanen      | Finnland               |
| 7     | Toshikazu Katayama   | Japan                  |
| 8     | Freddie Tomlins      | Vereinigtes Königreich |
| 9     | Kazuyoshi Oimatsu    | Japan                  |
| 10    | Robert Van Zeebroeck | Belgien                |
| 11    | Freddy Mésot         | Belgien                |
| 12    | Jean Henrion         | Frankreich             |
| 13    | Günther Lorenz       | Österreich             |
| 14    | Herbert Haertel      | Deutsches Reich        |
| 15    | Walter Grobert       | Polen                  |
|       | Tsugio Hasegawa (Z)  | Japan                  |

- Z = Zurückgezogen

### Damen
| Platz | Sportlerin            | Land                   |
| ----- | --------------------- | ---------------------- |
| 1     | Sonja Henie           | Norwegen               |
| 2     | Cecilia Colledge      | Vereinigtes Königreich |
| 3     | Megan Taylor          | Vereinigtes Königreich |
| 4     | Liselotte Landbeck    | Österreich             |
| 5     | Vivi-Anne Hultén      | Schweden               |
| 6     | Hedy Stenuf           | Frankreich             |
| 7     | Maxi Herber           | Deutsches Reich        |
| 8     | Viktoria Lindpaitner  | Deutsches Reich        |
| 9     | Etsuko Inada          | Japan                  |
| 10    | Gladys Jagger         | Vereinigtes Königreich |
| 11    | Mia Macklin           | Vereinigtes Königreich |
| 12    | Pamela Prior          | Vereinigtes Königreich |
| 13    | Györgyi von Botond    | Ungarn                 |
| 14    | Éva von Botond        | Ungarn                 |
| 15    | Věra Hrubá            | Tschechoslowakei       |
| 16    | Jacqueline Vaudecrane | Frankreich             |
| 17    | Anita Wageler         | Schweiz                |

### Paare
| Platz | Sportler                                   | Land                   |
| ----- | ------------------------------------------ | ---------------------- |
| 1     | Maxi Herber / Ernst Baier                  | Deutsches Reich        |
| 2     | Violet Cliff / Leslie Cliff                | Vereinigtes Königreich |
| 3     | Piroska Szekrényessy / Attila Szekrényessy | Ungarn                 |
| 4     | Eva Prawitz / Otto Weiß                    | Deutsches Reich        |
| 5     | Stephanie Kalusz / Erwin Kalusz            | Polen                  |
| 6     | Louisa Contamine / Robert Verdun           | Belgien                |
| 7     | Věra Treybalová / Josef Vosolsobě          | Tschechoslowakei       |